# Тајни живот америчког тинејџера
Тајни живот америчког тинејџера (енгл. The Secret Life of the American Teenager) америчка је телевизијска серија коју је створила Бренда Хемптон за ABC Family. Приказивана је од 1. јула 2008. до 3. јуна 2013. године.
Добила је помешане рецензије критичара, али је ипак била добро прихваћена међу женским и тинејџерским гледаоцима. Пилот епизода оборила је рекорд за најгледанију пермијеру серије ABC Family са 2,82 милиона гледалаца.

## Улоге
| Глумац         | Улога               |
| -------------- | ------------------- |
| Шејлин Вудли   | Ејми Јургенс        |
| Кени Бауман    | Бен Бојкевич        |
| Марк Дервин    | Џорџ Јургенс        |
| Индија Ајсли   | Ешли Јургенс        |
| Грег Финли     | Џек Папас           |
| Дарен Кагасоф  | Рики Андервуд       |
| Хорхе Паљо     | Марк Молина         |
| Меган Парк     | Грејс Бауман        |
| Франсија Раиса | Адријан Ли Бојкевич |
| Моли Рингвалд  | Ен Јургенс          |
| Стив Ширипа    | Лео Бојкевич        |

## Епизоде
| Сезона | Сезона | Епизоде | Епизоде | Оригинално емитовање | Оригинално емитовање |
| Сезона | Сезона | Епизоде | Епизоде | Премијера            | Финале               |
| ------ | ------ | ------- | ------- | -------------------- | -------------------- |
|        | 1.     | 23      | 23      | 1. јул 2008.         | 23. март 2009.       |
|        | 2.     | 24      | 24      | 22. јун 2009.        | 22. март 2010.       |
|        | 4.     | 24      | 24      | 13. јун 2011.        | 4. јун 2012.         |
|        | 5.     | 24      | 24      | 11. јун 2012.        | 3. јун 2013.         |